# Batterie de Crisbecq

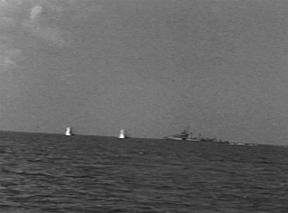
Deux tirs manqués d'une des batteries de Marcouf sur l'USS Corry qui sera touché et coulé plus tard.

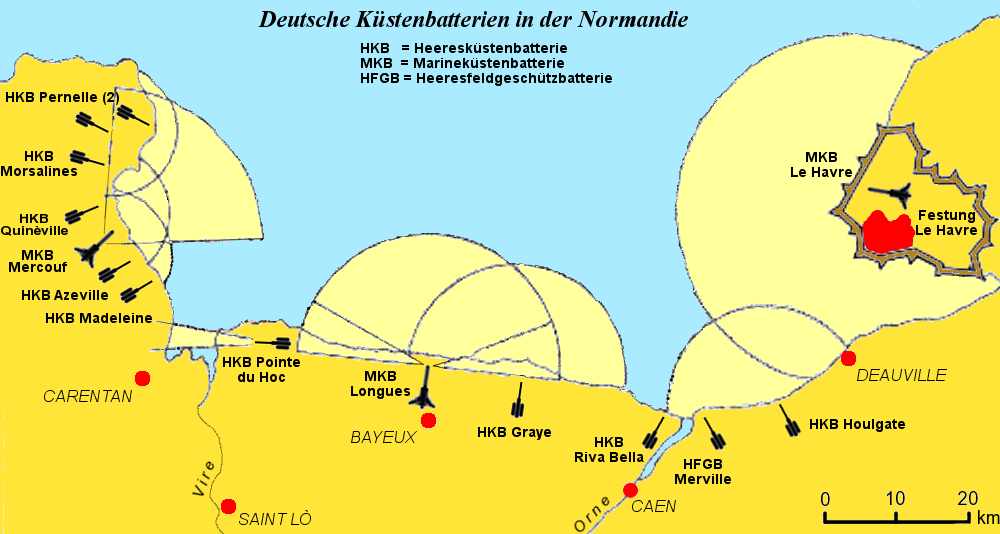
Carte des batteries côtières de Normandie engagées pendant le débarquement.

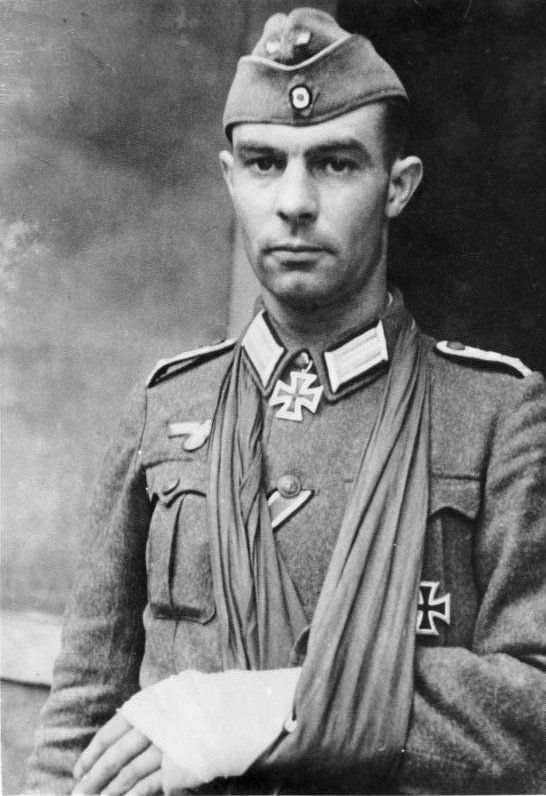
Le lieutenant qui commandait la batterie le 6 juin.
Sa défense de la batterie lui vaudra d'être décoré de la Croix de chevalier de la Croix de fer dès le 13 juin 1944. Fait prisonnier à la fin du mois de juin, il deviendra après-guerre capitaine de corvette dans la Deutsche Marine de la nouvelle république fédérale allemande.

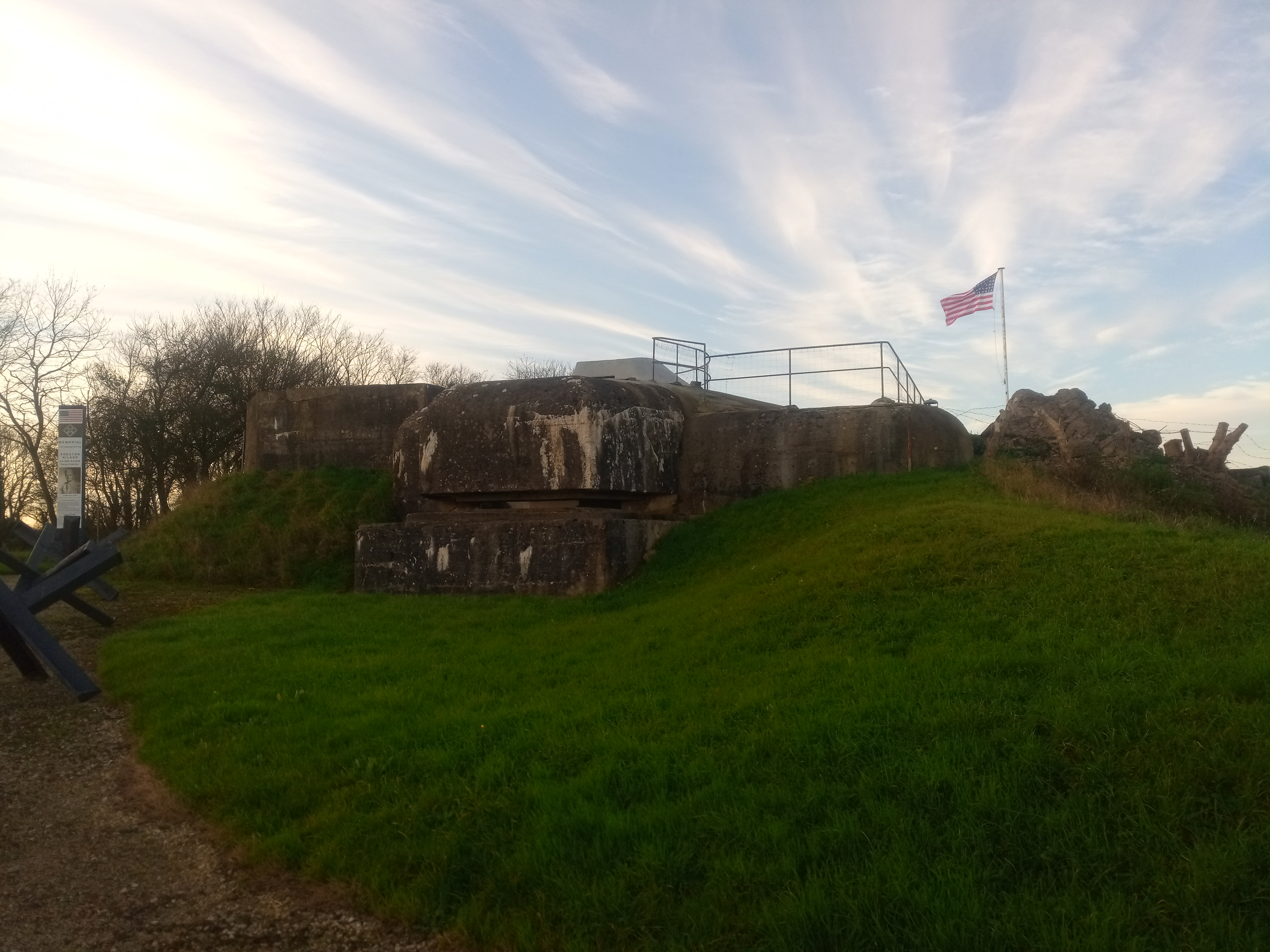
Poste de Commandement des Batteries de Crisbecq

La batterie de Crisbecq également appelée batterie de Saint-Marcouf est l’une des batteries côtières allemandes du mur de l’Atlantique qui fut active pendant le débarquement de Normandie en juin 1944. De toutes les forces engagées ce matin du 6 juin 1944, la batterie de Crisbecq fut la première à ouvrir le feu sur l’ensemble des plages de l’opération Overlord, marquant ainsi à exactement 5 h 52 le début du débarquement des forces alliées sur les côtes de Normandie.
Située au nord de la plage d'Utah Beach, sur la commune de Saint-Marcouf dans le département de la Manche, au nord-est de la presqu'île du Cotentin, elle opposa une forte résistance et ne fut prise par les Américains que plusieurs jours après le jour J.
Une autre batterie côtière, la batterie d'Azeville, de portée moindre, se trouvait à proximité sur la commune d'Azeville et avait son poste de tir sur le site de la batterie de Crisbecq (d'où le nom quelquefois donné aux deux batteries de canons de Marcouf).

## Seconde Guerre mondiale

### Construction et armement
La batterie de Crisbecq était située au-dessus du hameau de Crisbecq, à 2 000 mètres de la mer, sur une crête. Son emplacement offrait une vue sur toute la côte de Saint-Vaast-la-Hougue au nord jusqu'à Grandcamp au sud-est.
Sa construction débuta en 1942 et elle n'était pas encore achevée en juin 1944. Construite par l'organisation Todt, il s'agissait d'une batterie de marine (MKB, Marineküstenbatterie) placée initialement sous le commandement de la Kriegsmarine mais qui, courant 1943, comme les autres batteries côtières situées loin des grands ports, passa sous le commandement de l'armée. Mais, bien que rattachée au 121e régiment d'artillerie côtière, elle continua d'être opérée par du personnel naval.
C'était la plus puissante batterie côtière de la baie de Seine en dehors de celles des ports de Cherbourg et du Havre. Elle était initialement équipée de six canons de 155 mm mais ceux-ci furent déplacés à Fontenay-sur-Mer et remplacés par quatre plus modernes et plus puissants canons Skoda K39/40 de 210 mm, d'une portée de plus de 30 km. Elle devait initialement être constituée d'un poste de direction de tir fortifié et de quatre imposantes casemates en béton de type Regelbau R683 pour canons de 210 mm. Les dimensions de ces casemates étaient d'une emprise au sol de 21 mètres sur 16 pour une hauteur de 8 mètres. Leur construction nécessitait 2 000 m3 de béton et 100 tonnes d'acier. Elles autorisaient un angle de tir de 120°.
Au moment du débarquement, seules deux casemates en béton armé étaient achevées, la troisième était en construction et son canon peu protégé. La quatrième n'était pas encore construite. Les bombardements alliés réguliers depuis avril 1944 avaient sérieusement retardé leur construction. La vitesse de tir de ces canons était assez lente car ils devaient être abaissés à un angle de 8° pour être rechargés ce qui obligeait ensuite à recalculer l'angle de tir. L'embrasure de tir devait être protégée par une plaque de blindage mobile mais celle-ci n'était pas encore installée lors du débarquement.
Le poste de tir comprenait plusieurs niveaux. Sur le dessus se trouvait une coupole blindée et un encuvement pour une batterie flak anti-aérienne. L'étage principal comprenait un sas d'entrée menant à une salle d'observation, une salle de calcul et un logement. À l'étage inférieur se trouvaient trois autres pièces abritant les transmissions et un logement.
La batterie de Crisbecq était protégée par six canons antiaériens français de 75 mm et trois de 20 mm, l'un étant situé sur le toit du bunker de tir. Environ soixante-dix mitrailleuses étaient disposées sur le site dans des tobrouks, des trous fortifiés reliés par des tranchées ou des galeries. La batterie était entourée par une clôture de barbelés et un champ de mines. Il existait des bunkers pour le personnel et les munitions. Le site abritait également le poste de tir de la batterie d'Azeville, située 2 km au sud-ouest mais qui n'avait pas de visibilité sur la mer.
La batterie était servie et protégée par une garnison d'environ 300 hommes commandée par le lieutenant de marine Walter Omhsen. Une grande partie de ce personnel cantonnait dans les environs immédiats de la batterie.

### Combats lors du débarquement
La batterie subit un très lourd bombardement aérien, 598 tonnes de bombes, dans la nuit du 5 au 6 juin. L'ensemble des canons antiaériens fut détruit et de nombreux soldats qui n'étaient pas de service furent tués dans leurs cantonnements alentour.
Alors que la garnison allemande se réorganisait, elle fut attaquée par des groupes isolés du 502e régiment parachutiste (en) de la 101e division aéroportée américaine qui devaient initialement attaquer la batterie de Saint-Martin-de-Varreville, située 6,5 km au nord-ouest, mais qui avaient été parachutés trop au sud. L'attaque ne réussit pas et vingt soldats américains furent faits prisonniers.
Malgré le bombardement aérien, deux canons restaient opérationnels et, à l’aube du 6 juin, historiquement à exactement 5 h 52, ils furent les tout premiers à tirer contre les troupes alliées, faisant feu sur les navires alliés sur le secteur d’Utah Beach. Plus tard dans la matinée, la batterie coulera le destroyer USS Corry et touchera plusieurs autres navires. Elle fut alors prise sous le feu des cuirassés américains USS Nevada, USS Arkansas et USS Texas. Un des canons de la batterie fut mis hors service vers 8 h 0 par un tir sur le devant de la casemate, le second canon fut détruit par un tir direct dans l'embrasure du bunker une heure plus tard. Le premier canon sera remis en service le surlendemain mais de nouveau mis hors service dans les heures qui suivirent par les navires alliés.
Outre l'attaque isolée des parachutistes dans la nuit du 5 au 6 juin, la batterie subira des attaques terrestres les 7 et 8 juin par des éléments de la 4e division d'infanterie américaine qui avaient débarqué à Utah Beach à 3 km de là. Mais ces attaques, non coordonnées, furent repoussées d'autant que la garnison navale de la batterie avait été renforcée par des unités du 919e régiment de la Wehrmacht. L’Oberleutnant Ohmsen demanda même à la batterie voisine d’Azeville d’ouvrir le feu par un tir de contre-batterie, sur sa batterie pour repousser les soldats américains.
Crisbecq ne sera finalement prise que le 12, sans combats. En effet, après une forte résistance, il fut demandé au lieutenant Ohmsen et à ses troupes de se replier sur une nouvelle ligne de défense plus au nord. Il évacua la batterie avec 78 hommes encore valides dans la nuit du 11 juin, laissant vingt-et-un blessés aux soins d'un infirmier volontaire. La batterie fut investie dans la matinée du 12 juin par l'avant-garde du 39e régiment envoyé pour la prendre, de la 9e division d'infanterie qui venait juste de débarquer à Utah Beach.
Le commandant de la batterie, l'Oberleutnant zur See Ohmsen, sera décoré le 13 juin de la croix de chevalier de la croix de fer pour la résistance qu'il a opposée aux troupes alliées.
Dans les jours qui suivirent, le génie américain procèdera à des essais d'explosifs à la batterie de Crisbecq pour tester la résistance des bunkers allemands. Ce sont encore les principaux dégâts visibles sur les bunkers de nos jours, le poste de direction de tir étant pratiquement détruit.

## Aujourd'hui
Le site fut laissé à l'abandon et recouvert par la végétation, les bunkers partiellement ou complètement inondés. En 2004, deux particuliers rachetèrent une grande partie du terrain (400 000 m2) abritant les différents bunkers de la batterie, débroussaillèrent et dégagèrent l'ensemble de la vingtaine de blockhaus, en rénovèrent certains qu'ils rééquipèrent de matériels d'époque. Le site est désormais devenu un musée privé sur l'histoire de la batterie et du débarquement.
Depuis 2016, le poste de commandement des batteries constitué de quatre niveaux (dont deux enterrés) a été entièrement réhabilité. Il est aujourd'hui visitable dans le cadre d'un second musée privé qui retrace l'histoire de Walter Ohmsen (en) dans son bunker de commandement.
Ce musée aujourd'hui est une association qui protege et entretient ce lieu dans un souci de conservation du patrimoine du souvenir des combats du débarquement de Normandie.
Ce musée est ouvert au public, visitable avec un guide personnel, avec des objets dépeignant la vie et les combats en 1944.
En décembre 2024, la batterie est inscrite au titre des Monuments historiques, au sein d'une liste de dix-huit vestiges de la Seconde Guerre.mondiale.